# 碲化镁
碲化镁是一种无机化合物，化学式为MgTe。它可由碲和镁粉直接化合制得，氢气可用作反应的保护气。它具有纤锌矿结构，晶胞参数a = 4.52 ± 0.02 Å，c = 8.33 ± 0.04 Å。它遇水水解。